# Esperanza Cruz Hidalgo
Esperanza Cruz Hidalgo (Guayaquil, 25 de febrero de 1930) es una instructora de danza e intérprete del ballet clásico ecuatoriana. En 2010, recibió el Premio Eugenio Espejo por su trayectoria artística.

## Trayectoria
Los padres de Cruz fueron los guayaquileños Saturnino Cruz Carranza y María Hidalgo Baluarte, que fallecieron cuando su hija era aún una niña. Por esta circunstancia, fue su hermano Alfonso quien la crio. Comenzó sus estudios en la Escuela Privada Mercantil y luego pasó a la Escuela Normal Rita Lecumberri, donde comenzó su actividad en ballet con el profesor argentino Roberto Lozada.
Después de intentarlo durante tres años consecutivos, Cruz fue aceptada en la Academia de Danza de la Casa de la Cultura Ecuatoriana en la sucursal de Guayaquil, donde llegó a ser primera bailarina. En ese momento, obtuvo la Medalla al Mérito por Excelencia Académica de la Sociedad Filantrópica de Guayas y se graduó en 1949. Cuando ingresó a la Universidad de Guayaquil, estudió medicina durante tres años. Sin embargo, finalmente optó por la Escuela de Idiomas, Facultad de Artes, donde estudió inglés, francés, Italiano y alemán durante cinco años. Abandonó la escuela en 1956 sin graduarse, y su labor artística la llevó a viajar regularmente por los Estados Unidos, Europa, Buenos Aires, México, Venezuela, Panamá, entre otros lugares.
En 1966, viajó a los Estados Unidos por invitación del programa Council Leadsand Specialist donde estudió talleres de escritura en danza, arte escénico y maquillaje teatral. En 1978, fue invitada a ser la Artista Residente de la organización Partner of the Americas durante un intercambio universitario. Allí participó en una gira de ballet, folclore y tradiciones y costumbres de Ecuador, dando a conocer su nombre y el de su país. Regresó a Ecuador para compartir su experiencia y habilidades.
Su labor como docente la ha ejercido en colegios como Letras y Vida (que luego pasó a llamarse La Fragua), Germania y Manuel Elicio Flor. Continúa dando clases en el lugar donde se inició en esta profesión, la Casa de la Cultura, núcleo del Guayas.

## Reconocimientos
En diciembre de 2010, gracias a un pedido realizado por el Institute of International Education y más de 2000 firmas de apoyo recaudadas a través de Facebook el Estado ecuatoriano le otorgó el Premio Nacional Eugenio Espejo como reconocimiento a su trayectoria artística. También, Cruz consiguió el Premio Rosa Campuzano, que otorga el gobierno y el Ministerio de Cultura y Patrimonio de Ecuador.